# Ordinul Bektași
Ordinul Bektašiyya (în arabă), ortografiat și Bektașɪlik sau Bektașiye (în turcă) este un ordin sufit care s-a manifestat pentru prima data în Anatolia sau Asia Mică în secolul al XIII-lea, recunoscut pentru legătura cu dinastia otomană. Destinul acestei confrerii mistice este, de asemenea, inseparabil de cel al corpului de armată al ienicerilor și de rolul pe care l-a avut în colonizarea și islamizarea Balcanilor de către Imperiul Otoman. Ordinul a intrat de mai multe ori în clandestinitate fiind interzis definitiv în Turcia, în 1925, odată cu instalarea regimului republican.

## Istoric - întemeiere
Acest ordin își revedincă numele de la întemeietorul său Ḥāğğ Bektaš Walī (Hācɪ Bektaš Velī) sfânt care, conform tradiției hagiografice ar fi ajuns din Horasan în Anatolia, zona Turciei actuale, în jurul secolului XIII. În jurul acestui personaj misterios circulă mai multe legende, printre care enumerăm hagiografia Vilāyetnāme Hacī Bektaș Velī, aparținând istoricului otoman Ilyās ibn Hɪzɪr , precum și relatări ale istoricului Așīkpașazāde (descendent al lui Baba Ilyās). Ḥağğ Bektaš Walī apare menționat și în hagiografia maestrului său spiritual Baba Ilyās numit și Baba Rasūl sau Rasūlu-llah care a organizat revolta turcmenă din 1239 în care și-a găsit sfârșitul. Cronicarul otoman Așikpașazāde menționează legătura dintre conducătorul revoltei Babaī, Baba Ilyās și Ḥağğ Bektași, dar acesta din urmă nu participă la luptă, ci se retrage în provincia Kɪrșehir, la Soluca Kara Ӧyük, unde va duce o viață pioasă în rugăciune și meditație. Acest „sfânt extatic” este, printre altele, adept al tradiției lui Ahmad Yasawī (fondatorul ordinului Yasawiyya din centrul Asiei, ceea ce explică aplecarea către o formă sincretică și heterodoxă a islamului, motiv pentru care ordinul și-a atras asupra sa repercusiuni din partea conducerii otomane sunnite. Însă ordinul propriu-zis nu a fost fondat de Ḥağğ Bektaš, ci de către un discipol al acestuia pe nume Abdāl Musa, urmând să fie reorganizat de Balɪm Sultān în secolul XVI. 
Unul dintre primii discipoli ai maestrului, care i-a trimis învâțăturile mai departe este Kadīncīk Ana sau Hatun Ana. De asemenea, ordinul este recunoscut prin faptul că acordă libertatea femeilor de a participa la ceremoniile religioase, alături de bărbați și de a se afla în fruntea lăcașurilor de derviși. (tekke, zawiye)
Numeroase surse atestă apropierea dintre străbunii primilor sultani și Ḥağğ Bektaš. Un exemplu în acest sens îl constituie Gazi Osman, înaintaș al sultanului Murad I(1362-1389), care se pare că a întreținut legături directe cu fondatorul ordinului. Din acest motiv, Murad I este cel care a poruncit ridicarea unui mausoleu la mormântul sfântului, informație coroborată de cele două cronici hagiografice: Vilāyetnāme și Menākibnāme. Conform cronicarului otoman Oruc, Ali Pașa, fratele sultanului Orhan a renunțat la toate privilegiile de conducere pentru a deveni derviș Bektași. Tot el a fost cel care a propus trecerea corpului de armată al ienicerilor sub protecția ordinului. În această împrejurare,  sultanul Orhan apelează la Ḥağğ Bektaš pentru a obține „cartea de învestitură” (icāzet) și boneta albă specifică ienicerilor.
Legătura ordinului cu membri ai dinastiei otomane este susținută, așa cum am amintit anterior, de Menākībnāme Baba Ilyās-i Horasānī, hagiografia lui Baba Ilyās, scrisă de nepotul acestuia Elvān Ҫelebi. Potrivit acestei lucrări Ḥağğ Bektaš făcea parte din mediul familiei lui Osman, cunoscându-l pe Šayḫ Ede Balī, socrul lui Osman. (eponimul dinastiei otomane). 
În primele secole ale Imperiului Otoman, sultanii au menținut legături strânse cu membrii ordinului Bektași. Astfel Murad II este cel care a făurit stindardul sanctuarului fondatorului ordinului, din 1600 de piese de aur, în timp ce Bayazid II a recondiționat acoperișul acestui sanctuar. În timpul lui Selim I (1512-1520), lăcașul central este închis, ca urmare a influenței tot mai puternice a doctrinei heterodoxe a Kɪzɪlbașilor, fiind redeschis în 1551, sub domnia lui Soliman Magnificul (1520-1566).

## Primii discipoli ai ordinului
În lucrarea Vilāyetnāme, tradiția hagiografică a lui Ḥağğ Bektaš, se atestă prezența a 36 de mii de califi sau succesori ai maestrului, dintre care 360 erau permanent la dispoziția acestuia, urmând ca la moartea lui să preia fiecare misiunea de a răspândi învățăturile ordinului.  Primii discipoli au fost cei care l-au întâmpinat și găzduit pe derviș la sosirea lui în Soluca Kara Ӧyük. Se pare că printre aceștia se numără o femeie Kadɪncɪk Ana sau Hatun Ana, care deschide ramura feminină a ordinului. Libertatea de cult de care se bucură adeptele și faptul că, de multe ori, ele se află în fruntea lăcașurilor de cult a atras suspiciunile comunității asupra activității ordinului.
Celui căruia i se datorează organizarea ordinului, în forma în care a ajuns la noi, este cel mai probabil Abdāl Musa, discipol al lui Ḥāğğ Bektaš. Cei doi pare să fi participat la campaniile otomanilor de expansiune în Anatolia, iar Abdāl Musa a preluat sarcina de răspândire a cultului printre mediile conducătoare din teritoriile otomane, punând, totodată, bazele ordinului la aproape 60 de ani de la moartea lui Ḥāğğ Bektaš.
A doua etapă de existență a ordinului este marcată profund de apariția unei puteri estice, adversare Imperiului Otoman. Este vorba despre Imperiul Safavid, întemeiat în Iran la începutul secolului XVI, de către șahul Ismail I. În această perioadă ordinul începe să devină foarte nepopular printre mediile conducătoare otomane, întrucât este văzut ca un posibil aliat al dușmanului său estic. De asemenea, practicile și credințele dervișilor Bektași sunt contaminate de o serie de elemente șiite, considerate erezii de către otomani, care sunt adepți ai islamului sunnit, ortodox. Situația ordinului se agravează ca urmare a luptei de la Kaldiran din 1514, în urma căreia Imperiul Otoman reușește să anexeze și teritoriile din sud-estul Anatoliei. În acest context, se întețesc persecuțiile asupra ordinului și se sistează ajutorul economic pe care sultanii îl ofereau lăcașurilor. 
Un rol important în reorganizarea ordinului l-a avut, în această perioadă, Hɪzɪr Balɪ sau Balɪm Sultān (m. în 1516). Acest personaj misterios, în jurul căruia circulă numeroase legende privind concepția sa imaculată și originile sale creștine, este cel care a stabilit o formă definitivă de organizare precum: introducerea unei ierarhii a dervișilor și reglementarea vieții din lăcașuri, crearea unor însemne distinctive: cercelul (mengūș) și piatra (pālhenk) purtate de ramura dervișilor celibatari și adăugarea unor practici rituale. Balɪm Sultān poartă și titlul de pīr-i ṯānī al doilea fondator al ordinului, ceea ce reprezintă o recunoaștere a importanței sale în crearea unei ordini riguroase și coerente care să salveze confreria de pericolul dezmembrării sub acțiunea unor factori externi nefavorabili. Se presupune că acest lider al confreriei a fost un instrument de control al otomanilor care doreau crearea unei variante  moderate, în paralel, cu ramura Bektașī- Alevī puternic influențată de doctrina șiită duodecimană îmbrățișată de safavizi. Faptul că Balɪm Sultān se bucura de sprijinul sultanilor reiese din numirea sa, de către Bayazid II, în fruntea lăcașului central al ordinului.

## Particularități ale dogmei Bektașī
Încă de la început, doctrina ordinului Bektașī se revendică de la un sistem religios sincretic, care înglobează tradiții islamice șiite, elemente de panteism, dar și credințe specifice anumitor zone rurale anatoliene. Pe lângă credințele și practicile specifice ordinelor ṣūfī, se regăsesc o serie de elemente preislamice introduse de populațiile turcice influențate de diverse sisteme religioase precum șamanismul, maniheismul, budhhismul, creștinismul. În zona Balcanilor, doctrina ordinului prezintă concepții nestoriene și neoplatoniste. Unele grupuri Bektași promovau o formă foarte asemănătoare șiismului duodeciman, în special, începând cu secolul XVI, când se impune, în est, dinastia safavidă. Astfel Bektașī-i sunt adepți ai teoriei imamatului, venerându-i pe cei 12 imami, descendenți ai lui ‘Alī ibn Abī Ṭālib (ginerele Profetului) și ai Fatimei. Printre simbolurile doctrinare specifice ordinului, se numără adorarea unei treimi alcătuită din Dumnezeu (Adevărul-al-Ḥaqq), Muhammad și ‘Alī, iar imnurile devoționale și rugăciunile, recitate la ceremoniile rituale, evocă această tri-unitate. Un loc aparte îl ocupă sfântul ordinului, Ḥağğ Bektaš, el fiind considerat o întrupare a lui ‘Alī și tipul Omului Perfect sau Desăvârșit (al-Insān al-Kāmil). Ca manifestare a lui ‘Alī pe pământ el dispune de un „intelect supraomenesc” care îi permite să discearnă binele și răul, precum și înțelegerea tainelor Coranului.
Ordinul Bektașī a atras, prin sincretismul său religios și prin puternica adeziune la ramura șiită a islamului, o campanie de represalii din partea autorităților otomane, fiind considerat un factor al dezechilibrului intern. Există o serie de practici ale ordinului care stârnesc suspiciuni în imediata comunitate sunnită precum: preferința pentru oficierea ceremoniilor pe timp de noapte, nerespectarea rugăciunii obligatorii și a postului din luna Ramadan, permiterea consumului de alcool. Printre practicile religioase se numără comemorarea martiriului lui Husayn, fiul lui ‘Alī și al Fatimei, lucru care presupune postul și doliul în primele zece zile ale lunii Muharram. Tot în legătură cu acest episod, rugăciunile adepților Bektași conțin blesteme la adresa celor doi califi ommeyazi, Mu‘āwiya și Yazīd, care au ordonat uciderea lui Husayn și a familiei lui, la Kerbala.

## Relații tensionate cu Imperiul Otoman
Grupurile Bektașī-Alevī din estul Anatoliei, cunoscute și sub numele de kɪzɪlbași (capete roșii) s-au aflat într-o relație de conflict cu autoritățile otomane, pentru că primeau sprijinul Imperiului Safavid, adversar redutabil al otomanilor. După înfrângerea safavizilor în bătălia de la Kaldiran, din 1514, și masacrarea triburilor de kɪzɪlbași din estul Anatoliei, sultanii otomani au sistat orice contribuție de întreținere a lăcașurilor Bektașī urmând ca acestea să fie reluate în secolul XVIII. De asemenea, controlul pe care safavizii îl exercitau asupra acestor grupuri religioase Bektașī-Alevī și răscoalele lor împotriva otomanilor poate fi caracterizată ca o rezistență politică a triburilor turcmene împotriva autorității otomane.
Puterea dervișilor Bektașī derivă și din faptul că aveau legături foarte strânse cu corpul de armată al ienicerilor. Astfel ordinul devine o amenințare pentru stabilitatea internă a imperiului, deoarece putea controla eficient masele, întorcându-le împotriva sultanilor. Încă din secolul XVII, sultani precum Osman II (1618-1622), Ibrahim (1640-1648) și Mehmed IV (1648-1687) au început campanii de combatere a influenței dervișilor, una dintre aceasta fiind uciderea a 4000 de persoane în urma revoltei ienicerilor din 1656. Campania viza, de asemenea, represalii la adresa practicilor heterodoxe care concurau cu tradiția oficială sunnită a otomanilor.
Starea conflictuală dintre ieniceri sprijiniți de Bektașī, pe de o parte, și autoritățile otomane, pe de alta, au atins apogeul în secolul XIX. Astfel, sultanul Mahmud II (1808-1839), creează o armată puternică pe care, în 1826, o folosește în distrugerea ienicerilor, eveniment care a dus la diminuarea influenței ordinului Bektașī, cu atât mai mult cu cât s-a început și o campanie de eliminare a acestuia din viața publică. Majoritatea liderilor au fost executați, iar proprietățile lor confiscate, adepții au fost deportați și strămutați în alte regiuni, lăcașurile ordinului au fost transformate în moschei, madrasa (școli coranice), spitale și caravanseraiuri, iar funcțiile militare ale membrilor Bektașī au fost preluate de un alt ordin important, dar de data aceasta intelectual, este vorba despre ordinul Mevlevi.

## Desființarea ordinului
După dizolvarea armatei ienicerilor și represaliile asupra ordinului, a urmat o perioadă în care sultanii încep să aibă din nou contacte și să-i sprijine pe dervișii Bektașī. În special în timpul lui Abdulhamid II (1876-1909), ordinul revine în peisajul public, după ce trecuse printr-o serie de reforme. Astfel, liderii ordinului sunt influențați de ideile francmasonice și naționaliste și contribuie la mișcarea revoluționară de a începutul secolului XX. Dar, cu toate că susțin idealurile moderne ale republicii și se raliază la mișcarea Junilor turci, după instalarea la putere a lui Mustafa Kemal Ataturk ordinul este desființat, în 1925, fiind văzut ca un element retrograd al societății otomane. Adepții săi continuă să-și desfășoare activitatea în clandestinitate, precum și în zone ale Peninsulei Balcanice, foste teritorii otomane. Deși nu mai reușește să atingă popularitatea de care s-a bucurat în primele secole de existență, confreria Bektașī și-a pus amprenta asupra evoluției sociale, istorice și culturale a Imperiului Otoman.
În septembrie 2024, premierul albanez Edi Rama a anunțat intenția de a crea un stat în capitala Tirana pentru membrii ordinului Bektași, care va avea propriul teritoriu, administrație și pașapoarte.

## Vezi și
- Islam
- Sufism
- Imperiul Otoman
- Alevi

## Legături externe
- fr http://www.academia.edu/3171901/_Les_Alevi_ou_la_traversee_du_desert._Reflexions_sur_une_centralite_manquee_Annals_of_the_Sergiu_Al-George_Institute_6-8_1997-1999_2004_pp._171-211